# Hodoyoshi-4
Hodoyoshi-4 (jap. ほどよし4号, Hodoyoshi 4-gō) ist ein experimenteller Erdbeobachtungssatellit der Universität Tokio.
Er wurde am 19. Juni 2014 um 19:11 UTC mit einer Dnepr-Trägerrakete vom Kosmodrom Jasny (zusammen mit 36 weiteren Satelliten, darunter Deimos-2, KazEOSat-2, Hodoyoshi-3) in eine sonnensynchrone Umlaufbahn gebracht.
Der dreiachsenstabilisierte Satellit ist mit einer Vierkanal-Multispektralkamera (blau 450–520 nm, grün 520–600 nm, rot 630–690 nm und infrarot 730–900 nm) mit einer Auflösung von 6 m und einer Schwadbreite von 30 km ausgerüstet. Die Energieversorgung übernehmen Solarzellen mit 100 Watt Leistung (die Nutzlast benötigt etwa 50 Watt) und Lithium-Ionen-Akkumulatoren mit einer Kapazität von 5,8 Ah. Die Steuerung des Satelliten erfolgt über eine S-Band-Funkverbindung mit 4 kbps uplink und  4/32/64 kbps downlink. Die Datenübermittlung erfolgt im X-Band mit 10 oder 100 MBps. Die Bahnregelung übernehmen Xenon-Ionentriebwerke.